# Damòcaris
Damòcaris (grec antic: Δαμόχαρις, llatí: Damocharis) fou un gramàtic de Cos, deixeble d'Agàcies, que va viure al pas del segle v al vi. És autor de quatre epigrames inclosos a l'Antologia grega.